# 1980年夏季残疾人奥林匹克运动会埃及代表团
1980年夏季残疾人奥林匹克运动会埃及代表团是埃及派出的1980年夏季残疾人奥林匹克运动会代表团。获得4枚金牌、7枚银牌和3枚铜牌。